# Toronto Shamrocks
Die Toronto Shamrocks waren eine kanadische Eishockeymannschaft aus Toronto, Ontario. Die Mannschaft spielte von 1912 bis 1915 in der National Hockey Association.

## Geschichte
Die Mannschaft wurde zur Saison 1912/13 als Franchise der National Hockey Association unter dem Namen Toronto Tecumsehs gegründet. In dieser wie in der folgenden Spielzeit – diesmal unter dem Namen Toronto Ontarios – belegte die Mannschaft jeweils den letzten Platz der NHA. In der Saison 1914/15 verbesserte sich die Mannschaft unter dem Namen Toronto Shamrocks leicht, ließ jedoch nur die Canadiens de Montréal hinter sich. Vor der Saison 1915/16 hatte Eddie Livingstone, Besitzer der Shamrocks, das Franchise der Toronto Blueshirts erworben, was den anderen Teambesitzern jedoch zu viel Macht bedeutete, weshalb er die Mannschaft wieder verkaufen sollte. Dies sollte sich jedoch als fatale Entscheidung erweisen, da Livingstone den kompletten Kader der Blueshirts an das neue PCHA-Team Seattle Metropolitans verkaufte, stattdessen den Kader der Shamrocks in sein Blueshirts-Franchise integrierte und die Shamrocks auflöste, wodurch die NHA ein ganzes Team samt einiger guter Spieler verlor.